# Wepke Kingma

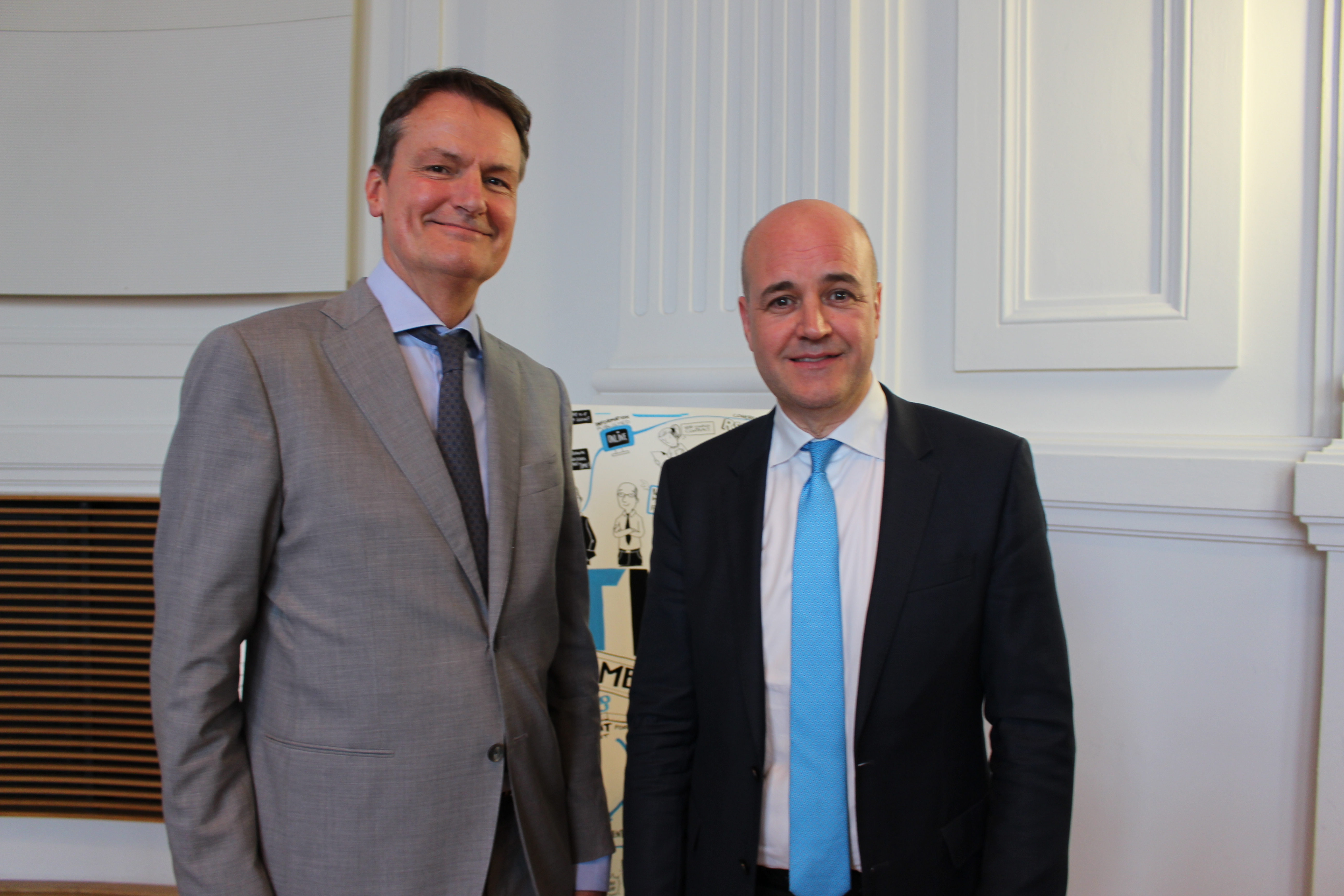
Wepke Kingma (links) mit dem ehemaligen schwedischen Ministerpräsidenten Fredrik Reinfeldt, 2018

Wepke Kingma (* 16. September 1955 in Den Haag) ist ein niederländischer Diplomat.

## Leben
Kingma legte 1973 sein Abitur ab und studierte bis 1979 Internationale Beziehungen an der Universität Amsterdam. 1980 erwarb er den Abschluss als Master of Laws an der Columbia Law School in New York. Noch im gleichen Jahr trat er in den auswärtigen Dienst der Niederlande ein. Er war in den Direktionen für Völkerrechtliche Verträge, für Europäische Integration, für Entwicklungszusammenarbeit / Asien sowie in Brüssel tätig.
1995 wurde er Leiter der Sektion Allgemeine Integration in der Direktion Europäische Integration in Den Haag. Er ging dann 1999 an nach Südafrika und arbeitete als Leiter der Sektion Entwicklungszusammenarbeit in der niederländische Botschaft in Pretoria. 2002 kehrte er nach Den Haag zurück und wirkte als europapolitischer Berater des Ministerpräsidenten. 2005 übernahm er die Funktion als Leiter der Direktion Subsaharisches Afrika, 2008 folgte ein Einsatz als Leiter der Direktion für Europäische Integration. 2011 wurde Kingma Leiter der Direktion Europäische Integration und zugleich stellvertretender Leiter des Generaldirektorats Europäische Zusammenarbeit.
Von 2013 bis 2017 war er der stellvertretende Ständige Vertreter der Niederlande bei der Europäischen Union in Brüssel.
Von August 2017 bis August 2021 war Kingma Botschafter der Niederlande in Deutschland in Berlin.

## Persönliches
Wepke Kingma ist verheiratet und spricht neben Niederländisch auch Deutsch, Englisch und Französisch.